# Vaiaku Lagi Hotel
Koordinaten: 8° 31′ 23,9″ S, 179° 11′ 40,9″ O
Das Vaiaku Lagi ist ein Hotel im pazifischen Inselstaat Tuvalu. Es ist eines der wenigen Hotels des Landes und befindet sich in Vaiaku, dem Hauptdorf an der Westküste der Insel Fongafale in der Hauptstadt Funafuti.
Das Hotel wurde 1993 mit Unterstützung der Republik China (Taiwan) erbaut. Es verfügt über 16 Zimmer mit eigenem Bad und teilweise Balkon sowie ein Restaurant und Bar.